# Santos Anjos da Guarda na Città Giardino (diaconia)
Santos Anjos da Guarda na Città Giardino (em latim, Sanctorum Angelorum Custodum in regione vulgo “Città Giardino”) é uma diaconia instituída em 5 de fevereiro de 1965 pelo Papa Paulo VI, por meio da constituição apostólica Quandoquidem Sacrorum Cardinalium. A igreja titular deste título é Santi Angeli Custodi, no quartiere Monte Sacro.

## Titulares protetores
- Alfredo Pacini (1967)
- Sebastiano Baggio, título pro illa vice (1969-1973)
- Agostino Cacciavillan (2001-2011); título pro hac vice (2011-2022)
- Angelo Acerbi (desde 2024)